# 모잠비크의 역사
모잠비크는 포르투갈의 식민지였고, 해외의 속국이었다. 이 나라는 1975년에 포르투갈로부터 독립했다.

## 식민지 이전 역사

### 석기 시대 모잠비크
2007년 캘거리 대학교의 훌리오 메르카데르는 모잠비크 니아사호 근처의 깊은 석회암 동굴 (응갈루)에서 10만년 된 석기 수십 개를 회수했는데, 이는 오늘날 사하라 이남 아프리카에서 밀가루, 빵, 죽, 그리고 알코올 음료를 위해 소비되는 주요 곡물의 조상은 아프리카 와인 야자, 가짜 바나나, 비둘기콩, 야생 오렌지, 그리고 아프리카의 "감자"와 함께 호모 사피엔스에 의해 소비되고 있었다. 이것은 전 세계 어디에서나 인간이 미리 길들여진 시리얼을 사용한다는 최초의 직접적인 증거이다.

### 고대사
현재 모잠비크의 첫 거주자는 코이산족의 조상인 산족 사냥꾼과 채집인이었다. 기원후 1세기와 5세기 사이에, 반투어군을 사용하는 사람들의 물결이 북쪽에서 잠베지강 계곡을 거쳐 점차 고원과 해안 지역으로 이동했다. 반투족은 농부이자 제철공이었다.

### 문화간 접촉
1498년 포르투갈을 탐험하던 바스쿠 다 가마가 모잠비크 해안에 도착했을 때, 수세기 동안 아랍의 무역 정착지가 해안과 외딴 섬을 따라 존재했고, 해안에 대한 정치적 통치는 지역 술탄들의 손에 있었다. 유명한 아랍 역사학자이자 지리학자 마수디는 947년 소팔라(오늘날 모잠비크, 포르투갈인들이 도착했을 때 이 지역을 통치했던 아랍 셰이크(무사 빈 비케)의 이름에서 파생된 이름)에서 아프리카인들 사이에 이슬람교도들이 살고 있었다고 보고했다. 대부분의 지역 사람들은 이슬람교를 받아들였다. 이 지역은 홍해, 아라비아의 하드라마우트 해안, 그리고 《에리트레아해 안내기》로 불리는 1세기 해안 가이드에 묘사된 인도 해안을 포함하는 전통적인 무역 세계의 최남단에 놓여 있다.

## 포르투갈령 모잠비크 (1498년~1975년)
1500년경부터 포르투갈의 교역소와 요새가 아랍의 상업적, 군사적 헤게모니를 대체하여 동쪽으로 향하는 새로운 유럽 항로의 정기 기항지가 되었다.
1498년 바스쿠 다 가마가 희망봉 주변을 항해하면서 포르투갈은 이 지역의 무역, 정치, 사회에 진출했다. 포르투갈인들은 16세기 초에 모잠비크섬과 항구도시 소팔라를 장악했고, 1530년대에는 금을 찾는 포르투갈 상인들과 탐험가들의 소규모 집단이 내륙 지역으로 침투하여 잠베지강의 세나와 테트에 수비대와 교역소를 세우고 금 무역에 대한 독점적인 통제권을 얻으려고 했다.
포르투갈인들은 그들의 무역과 정착지를 합법화하고 공고히 하기 위해 포르투갈의 정착촌과 정착촌을 묶은 프라조(토지 보조금)를 만들었다. 프라조는 원래 포르투갈인들이 소유하기 위해 개발되었지만, 혼인을 통해 치쿤다라고 알려진 대규모 아프리카 노예 군대가 방어하는 아프리카 포르투갈 또는 아프리카 인디언의 중심지가 되었다. 역사적으로 모잠비크에는 노예제도가 있었다. 인류는 아프리카 부족장, 아랍 무슬림 무역업자, 포르투갈과 다른 유럽 무역업자들에 의해 매매되었다. 많은 모잠비크 노예들은 전쟁 중인 부족들을 급습하고 그들의 포로들을 프라제이로스에 팔았던 부족장들에 의해 공급되었다.
포르투갈의 영향력은 점차 확대되었지만, 포르투갈의 권력은 제한되었고 광범위한 자치권을 부여받은 개인 정착민들과 관리들을 통해 행사되었다. 포르투갈인들은 1500년에서 1700년 사이에 아랍 무슬림들로부터 해안 무역의 대부분을 빼앗을 수 있었지만, 1698년 아랍 무슬림들이 몸바사섬(현재 케냐)의 지저스 요새에 있는 포르투갈의 주요 거점을 점령하면서, 진자는 다른 방향으로 흔들리기 시작했다. 그 결과, 리스본은 인도, 극동과의 무역과 브라질의 식민지화에 전념하는 반면, 투자는 지연되었다.
이 전쟁 동안, 마즈루이와 오만 아랍인들은 인도양 무역의 대부분을 되찾았고, 포르투갈인들은 남쪽으로 후퇴했다. 많은 프라조들이 19세기 중반까지 쇠퇴했지만, 그들 중 몇 명은 살아남았다. 19세기 동안 다른 유럽 강대국들, 특히 영국 (영국 남아프리카 회사)과 프랑스 (마다가스카르)는 포르투갈령 동아프리카 영토 주변의 무역과 정치에 점점 더 관여하게 되었다.

## 모잠비크 독립 전쟁 (1964년~1974년)

포르투갈 식민지 전쟁 당시 아프리카에 있었던 포르투갈 식민지

공산주의 이데올로기와 반식민지 이데올로기가 아프리카 전역에 퍼지면서 모잠비크의 독립을 지지하는 많은 비밀 정치운동이 일어났다. 이러한 운동은 모잠비크의 포르투갈인들의 이익을 위해 주로 통치 당국에 의해 정책들과 개발 계획들이 고안되었기 때문에, 모잠비크의 부족 통합과 모잠비크의 토착 공동체들의 발전에 거의 관심을 기울이지 않았다고 주장했다.
이것은 국가가 후원하는 차별과 엄청난 사회적 압력에 시달린 원주민들의 대부분에 영향을 미쳤다.
모잠비크 해방전선(FRELIMO)은 1964년 9월 포르투갈의 통치에 반대하는 게릴라전을 시작했다. 이 분쟁은 포르투갈령 앙골라와 포르투갈령 기니의 다른 식민지들과 함께 포르투갈 식민지 전쟁 (1961년~1974년)의 일부가 되었다. 군사적 관점에서 볼 때, 포르투갈 정규군은 인구 중심지를 통제했고, 게릴라군은 북쪽과 서쪽의 시골과 부족 지역에서 그들의 영향력을 약화시키려 했다. 포르투갈 정부는 FRELIMO에 대한 대응의 일환으로 사회 발전과 경제 성장에 유리한 조건을 만드는 데 더 많은 관심을 기울이기 시작했다.

## 독립 (1975년)
10년간의 산발적인 전쟁과 포르투갈이 이스타두 노부 정권을 군사 정권으로 대체한 리스본의 좌파 군사 쿠데타를 통해 민주주의로 복귀한 후, 1974년 4월 카네이션 혁명이 일어났다. 1년 안에 모잠비크에 있는 250,000명의 포르투갈인들 중 일부는 거의 독립적인 영토의 정부에 의해 추방당했고, 일부는 공포에 질려 도망쳤고, 모잠비크는 1975년 6월 25일 포르투갈로부터 독립했다. 당시 상대적으로 잘 알려지지 않았던 FRELIMO의 아르만두 게부자의 발의로 포르투갈인들이 20kg(44파운드)의 짐만 가지고 24시간 안에 나라를 떠나도록 명령하는 법안이 통과되었다. 그들의 자산 중 어느 것도 건질 수 없었기 때문에, 그들 대부분은 무일푼으로 포르투갈로 돌아왔다.

## 같이 보기
- 아프리카의 역사